# 할아버지 할머니 건강하세요
할아버지 할머니 건강하세요는 대한민국의 라디오 채널 PBC FM에서 월~토요일 오후 4시 5분부터 오후 5시까지 방송되었던 노인전문 라디오 프로그램이다. 2014년 평화방송 라디오 가을 개편으로 인하여 2014년 10월 18일에 종영되어 2014년 10월 20일부터 《늘 푸른 오후 한인경입니다》로 대체되었다.

## 요일별 코너
- 월요일 - 9988 청춘광장 (노인계 소식), 다시보는 그 시절, 세월따라 얘기따라, 본당 노인대학 탐방 (매월 마지막주)
- 화요일 - 건강상담 (한방건강상담 / 양방건강상담 격주)
- 수요일 - 수요 전화 데이트, 신나는 노래방 (매월 마지막주)
- 목요일 - 다시 듣는 추억의 노래, 지구촌 실버통신
- 금요일 - 다시보는 그 시절, 달리는 청춘, 세월따라 얘기따라
- 토요일 - 토요초대석